# Myoporum niueanum
Myoporum niueanum är en flenörtsväxtart som beskrevs av Harold St.John. Myoporum niueanum ingår i släktet Myoporum och familjen flenörtsväxter. Inga underarter finns listade i Catalogue of Life.